# Polana Langiewicza
Polana Langiewicza (polana Obóz Langiewicza) – polana leśna w woj. świętokrzyskim, w Lasach Siekierzyńskich, na terenie Sieradowickiego Parku Krajobrazowego niedaleko wsi Rataje, miasta Starachowice, ok. 5 km od Wąchocka.
Nazwa polany pochodzi od nazwiska jednego z przywódców Powstania styczniowego, Mariana Langiewicza, który rzekomo miał na niej stacjonować wraz z oddziałami partyzanckimi w 1863 roku. Fakt ten nie został jednak potwierdzony.
Na terenie polany znajduje się źródełko, krąg ogniskowy oraz tablice i budowle upamiętniające wydarzenia Powstania styczniowego. Na jednym z drzew położonym w obrębie polany została przybita tablica upamiętniająca wydarzenia z 1863 roku, a także pomnik ufundowany przez stowarzyszenie partyzantów AK.
Przez polanę przebiegają liczne szlaki turystyczne:
- niebieski szlak turystyczny Wąchock – Cedzyna;
- czarny szlak turystyczny Starachowice – Wykus;
- trasa spacerowa zalew Lubianka – Polana Langiewicza;
- przyrodniczo-historyczna ścieżka edukacyjna „Wąchock – Wąwóz Rocław – Rataje – Polana Langiewicza – Wykus”.